# Nefilim
Els Nefilim (en hebreu הנּפלים, nefilim, "els caiguts") són, en la Bíblia i altres escrits religiosos jueus i cristians primerencs, un poble de gegants o titans fills dels "fills de Déu" (בני האלהים,bené ha-Elohim ) i les "filles de l'home" esmentats a Gènesi 6:1-4. Segons la traducció, el terme nefilim s'ha traduït a vegades per "gegants", "titans" o s'ha deixat en l'original hebreu.
Pels arameus, el terme Nephila es referia específicament a la constel·lació d'Orió, i així els Nefilim serien descendents mig divins d'aquesta constel·lació.

## Bíblia
Segons la Bíblia, els Nefilim apareixen com la causa de l'augment de la maldat de la humanitat.
| «               | Esdevenir que quan van començar els homes a multiplicar-se sobre la faç de la terra i els van néixer filles, en veure els fills de Déu que les filles dels homes eren belles van prendre per a si dones, escollint entre totes. Llavors va dir el Senyor: «No romandrà per sempre el meu esperit en l'home, perquè certament ell és carn, però viurà cent vint anys». Hi havia gegants a la terra en aquells dies, i també després que es van arribar els fills de Déu a les filles dels homes i els van engendrar fills. Aquests van ser els homes valents que des de l'antiguitat van assolir renom. | » |
| — Gènesi 6, 1-4 | |   |

El diluvi universal, i com a conseqüència la destrucció de tota la humanitat va ser provocada per aquests éssers, que no haurien estat creats segons els plans de Déu, no tenen capacitat espiritual i, per tant, no tenen resurrecció. de manera similar es tracta segons altres versions, de la descendència dels àngels caiguts i les filles d'Adam, d'on va sorgir aquesta raça per tal de sabotejar els plans de Déu, creuant-se i contaminant la descendència d'Adam. (Nefilim, significa els caiguts). La paraula Refaïm s'interpreta també com mort o mort.

## Tradició rabínica
D'acord amb la tradició rabínica, els Anaqim (anaquites), Refaïm (rafaïtes), Guibborim, Zamzummim (zamzummites) i Emim (emites), són de la mateixa raça Nefilim, i tots són noms que es tradueixen per "gegants".

### Rafaïtes
Es parla d'ells com d'una antiga tribu cananea, que vivia als turons de Judà i en la plana filistea (Hebron, Debir, Anab, Gaza, Gat, Asdod).
Habitants originals de Canaan, ocupaven el Líban i l'àrea del Mont Hermon, es van separar al nord de la costa de Síria i Transjordània on van construir una cadena de ciutats fortificades. Vivien a la regió que més tard van ocupar els moabites i els ammonites, els primers els van dir emites, i els segons els anomenaven zamzummites.
En l'època patriarcal, el rei Quedorlaomer i els seus aliats els subjugaren quan van envair Transjordània. A la part occidental de  Palestina, es van aliar i entrecreuar amb els Caftorim, que havien vingut des de Creta i es van establir a les àrees costaneres, sent coneguts com a filisteus i fenicis. En el relat bíblic en què "Israel derrota Og rei de Basan", s'assenyala que després de la campanya per diferents territoris, ((cita|El rei Og, de Basan, va ser el darrer gegant rafaïta. A Rabà dels ammonites es pot veure el seu sarcòfag, tallat en pedra de basalt: fa més de quatre metres de llarg i vora dos metres d'ample.|Deutoronomi 3,11))
El filisteu Goliat, hauria estat rafaïta i mesurava sis colzes i un pam d'alçada (prop de dos metres i mig a tres metres), el seu germà va ser un gegant que es va dir Lahmí ("de pa" o bé "de Lahmu").
Alguns suggereixen que haurien construït molts dels monuments megalítics que es troben en Transjordània, especialment els dòlmens en els cims de les muntanyes. Aquests eren tombes formades per grans lloses de pedra amb forma d'una habitació: quatre lloses formaven les parets i una al sostre. Com que no s'ha trobat ni una sola tomba no profanada, i no s'hi han recuperat estris ni trossos de ceràmica, no se sap qui les va aixecar ni en quin temps van ser erigides aquestes estructures.

### Anaquites
El nom anaq (gegant) s'explica en el Midraix amb una indicació que portaven cadenes al coll. Anac, era fill d'un Rafaïta, probablement fill d'Arbà, i els seus fills van ser Xexai, Ahiman, i Talmai, caps dels clans arameus. Aquests noms semblen ser arameus, però el seu significat no és clar. Els anaquites van ser vençuts per Caleb.

### Emites
Quan Jahvè dona la terra de Moab, als fills de Lot, es diu que aquesta terra havia estat habitada pels emites, poble gran, nombrós i corpulent com els anaquites (Deuteronomi 2:10).

## En el Nou Testament
No només al llibre de Gènesi es fa referència a aquest fet, sinó que en les cartes dels apòstols Pere i Judes s'esmenta a aquests éssers amb alguns detalls addicionals. L'apòstol Pere esmentava a l'apartat 2 Pere 2:4,5 que "Déu no es va contenir a castigar els àngels que van pecar" al tancar-los al Tàrtar en espera de ser jutjats i la civilització d'aquella època la va condemnar a ser destruïda en el Diluvi. En la seva carta, el deixeble Judes (Judes 6) esmenta que aquests àngels (pel que sembla amb càrrecs d'alta jerarquia en el món espiritual) "van abandonar el seu propi lloc" pel que Déu els va tancar amb "cadenes" per "el judici del gran dia". Tant les cites de 2 Pere, com Judes corresponen a l'apòcrif Llibre d'Henoc. També cal assenyalar que aquestes dues epístoles del NT pertanyen al grup d'escrits tardans, és a dir, que van ser dels últims a entrar al cànon pel poc prestigi amb què comptaven entre les esglésies, així com pels dubtes que existeixen quant a la seva paternitat literària (que el seu autor realment és qui diu ser).

## Nefilim en els textos religiosos

### Nefilim en els textos bíblics
El terme més del Gènesi, torna a utilitzar-se per designar una raça de gegants a:
- Nombres: Quan Moisès va enviar als espies a la terra de Canaan, van tornar amb la notícia que hi habitaven gegants: "hi hem vist descendents de la raça dels anaquites, una raça de gegants" (Nm 13:33).
- Siràcida (llibre deuterocanònic de la Bíblia també anomenat Eclesiàstic): "De jove va matar el gegant i tragué l'oprobi del poble: va alçar la mà amb la pedra a la fona i abaté l'orgull de Goliat" (Siràcida 47:4)
- Baruc (deuterocanònic): "Allà van néixer, al principi, aquells gegants, famosos, fornits, homes de guerra. Però Déu no els va pas escollir, no va mostrar-los el camí del saber. Es van perdre per manca de prudència, s'extraviaren perquè el seny els va faltar. ". (Baruc 3:26, 3:27, 3:28)
- Deuteronomi: "Antigament Ar era habitada per una raça de gegants: els emites, una gent forta, nombrosa i robusta com els anaquites. Alguns els consideraven rafaïtes, com els anaquites; però els moabites els anomenaven emites." (Deuteronomi 2:10, 2:11) "El rei Og, de Basan, va ser el darrer gegant rafaïta. A Rabà dels ammonites es pot veure el seu sarcòfag, tallat en pedra de basalt: fa més de quatre metres de llarg i vora dos metres d'ample." (Deuteronomi 3:11)
- Llibre de la Saviesa: (deuterocanònic) "De fet, al principi, mentre els gegants altius sucumbien, l'esperança del món es refugiava en una barca que, pilotada per la teva mà, deixava als segles futurs una llavor de nova vida.". (Saviesa 14:6)

### Nefilim en els textos apòcrifs
Igualment els gegants són nomenats en altres textos considerats apòcrifs, com ara:
- Llibre d'Henoc: (de la bíblia etíop); presenta una descripció més detallada sobre els gegants bíblics.
- Llibre dels Jubileus: (de la bíblia etíop), complementa la història presentada en el Llibre d'Henoc.

## Explicació del mite
L'explicació d'aquest mite dels gegants «fills de El», que ha constituït un obstacle per als teòlegs, pot estar en l'arribada a Canaan de pastors hebreus, alts i bàrbars, aproximadament en el 1900 aC i en el seu contacte, mitjançant el matrimoni, amb la civilització asiàtica.
En aquest sentit, els «fills de El" es referiria als propietaris de bestiar que veneraven el déu bou semita El. «Filles d'Adam» voldria dir 'dones de la terra' (en hebreuAdama), és a dir, les agricultores cananees adoradors de la Deessa, famoses per les seves orgies i la seva prostitució pre-marital.
Si és així, aquest esdeveniment històric s'ha barrejat amb el mite ugarític segons el qual el déu El va seduir dues dones mortals i va engendrar dos fills divins amb elles, és a dir Shahar ('Aurora') i Shalem ('Perfecte'). Shahar apareix com divinitat alada al Salm 139,9, i el seu fill (segonsIsaïes14:12) era l'àngel caigut Helel.
Les unions entre déus i mortals (que generalment en la mitologia provenen de les unions de reis o reines amb plebeus), esdevenen amb freqüència en els mites del Mediterrani i el Pròxim Orient. Com el judaisme posterior va rebutjar totes les deïtats menys el seu propi Déu transcendental, i com aquest mai es va casar ni es va associar amb cap dona, Rabí Shimon ben Yohai es va sentir obligat a maleir, a la Gènesi Rabbo, a tots els que interpretaven «fills d'El» en el sentit ugarític.
De manera evident, tal interpretació encara era habitual en el segle ii, i només va desaparèixer quan els bene Elohim van ser interpretats com a 'fills dels jutges'. Elohim podia significar 'déus' però també 'jutges'. Es va generar fins i tot la teoria que quan un magistrat degudament designat jutjava una causa, l'esperit d'Ell el tenia: «Jo havia dit: Vosaltres sou déus, tots vostès, fills de l'Altíssim!».